# گابریل پریرا (بازیکن فوتبال، زاده ۲۰۰۱)
گابریل پریرا (پرتغالی: Gabriel Pereira؛ زادهٔ ۱ اوت ۲۰۰۱) بازیکن فوتبال اهل برزیل است.